# Parohia Saint George (Antigua și Barbuda)

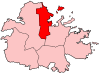
Localizarea parohiei în Insula Antigua

Saint George este o parohie din Antigua și Barbuda